# 楚灭弦之战
楚灭弦之战發生於前655年（周惠王二十二年、鲁僖公五年、楚成王十七年），楚国令尹子文率军攻灭弦国（今河南省光山县西北）的作战。
楚国灭申国、息国，在当地置县。以两地作为北进中原、东拓疆界的基地。齐桓公称霸中原，楚国多次攻打郑国，被齐国阻挡。楚国向东开拓淮河流域。弦国与江国（今河南省正阳县南）、黄国（今河南省潢川县）、道国（今河南省确山县东北）、柏国（今河南省舞阳县东南）都有姻亲关系，而四国这时候都依附齐国，有恃无恐，既不事楚，也没有防备楚国。前655年秋，楚成王派令尹子文率兵一举攻灭弦国。弦国国君（弦子）逃至黄国。